# Турбин, Виктор Семёнович
Виктор Семёнович Турби́н (24 марта 1913 — 25 сентября 1984) — советский кинорежиссёр, режиссёр и сценарист радио- и телетеатра, главный режиссёр литературно-драматической редакции ЦТ. Заслуженный артист РСФСР (26.4.1962).

## Биография
Родился в 1913 году.
С 1 сентября 1938 года по 8 апреля 1948 года был артистом в труппе Государственного академического Малого театра.
Главный режиссёр Главной литературно-драматической редакции Центрального телевидения СССР (с февраля 1961).
Автор книги «Режиссёр радио- и телетеатра» (М., 1983).
Умер 25 сентября 1984 года.

## Режиссёрские работы

### Радиопостановки
- 1951 — «Поддубенские частушки» С. Ф. Антонова; «Снегурочка» А. Н. Островского[2]
- 1952 — «Всё — товар» Н. Хикмета
- 1953 — «Сестра Лэни» Ф. Ф. Кнорре; «Никита» Е. Б. Успенской
- 1955 — «Трудная должность» И. Котенко, С. М. Богомазова
- 1956 — «Зелёный луч» Л. С. Соболева; «Кое-что о Васюковых», «Мы ищем ход» С. М. Шатрова; «Праздничный гусь — невероятное происшествие» С. Шатрова, С. Богомазова
- 1957 — «Год жизни» А. Б. Чаковского
- 1959 — «Мы провожаем Ляльку», «Светлячок тёти Насти» С. М. Шатрова; «Обнажённая со скрипкой» Н. Кауарда[3]
- 1960 — «На нашем дорогом бугре», «Любовь и девять метров» С. Шатрова
- 1962 — «Звёздные дневники Ийона Тихого» С. Лема[4]
- 1963 — «Свет далёкой звезды» А. Б. Чаковского

### Телефильмы
1. 1962 — Седьмой спутник
2. 1970 — Добро пожаловать, отцы
3. 1972 — Час жизни
4. 1978 — Москва. Чистые пруды
5. 1979 — Любовь Яровая
6. 1981 — Следствие ведут ЗнаТоКи. Из жизни фруктов
7. 1985 — Следствие ведут ЗнаТоКи. Полуденный вор

### Телеспектакли
1. 1967 — День рождения Курочкина
2. 1968 — Портрет Дориана Грея
3. 1976 — Фиалка
4. 1977 — Любовь Яровая